# Cizre
Cizre (en kurdo: Botan, Cizîr, en latín: Bezabde, en siríaco: ܓܙܪܬܐ, romanizado: Gzirto) es una ciudad y distrito turco de la provincia de Şırnak dentro de la Región de Anatolia Suroriental, situado en la frontera con Siria, concretamente al noroeste del trifinio de Turquía, Siria e Irak. Cizre es en la región histórica de Mesopotamia superior y la región cultural del Kurdistán turco.

## Geografía

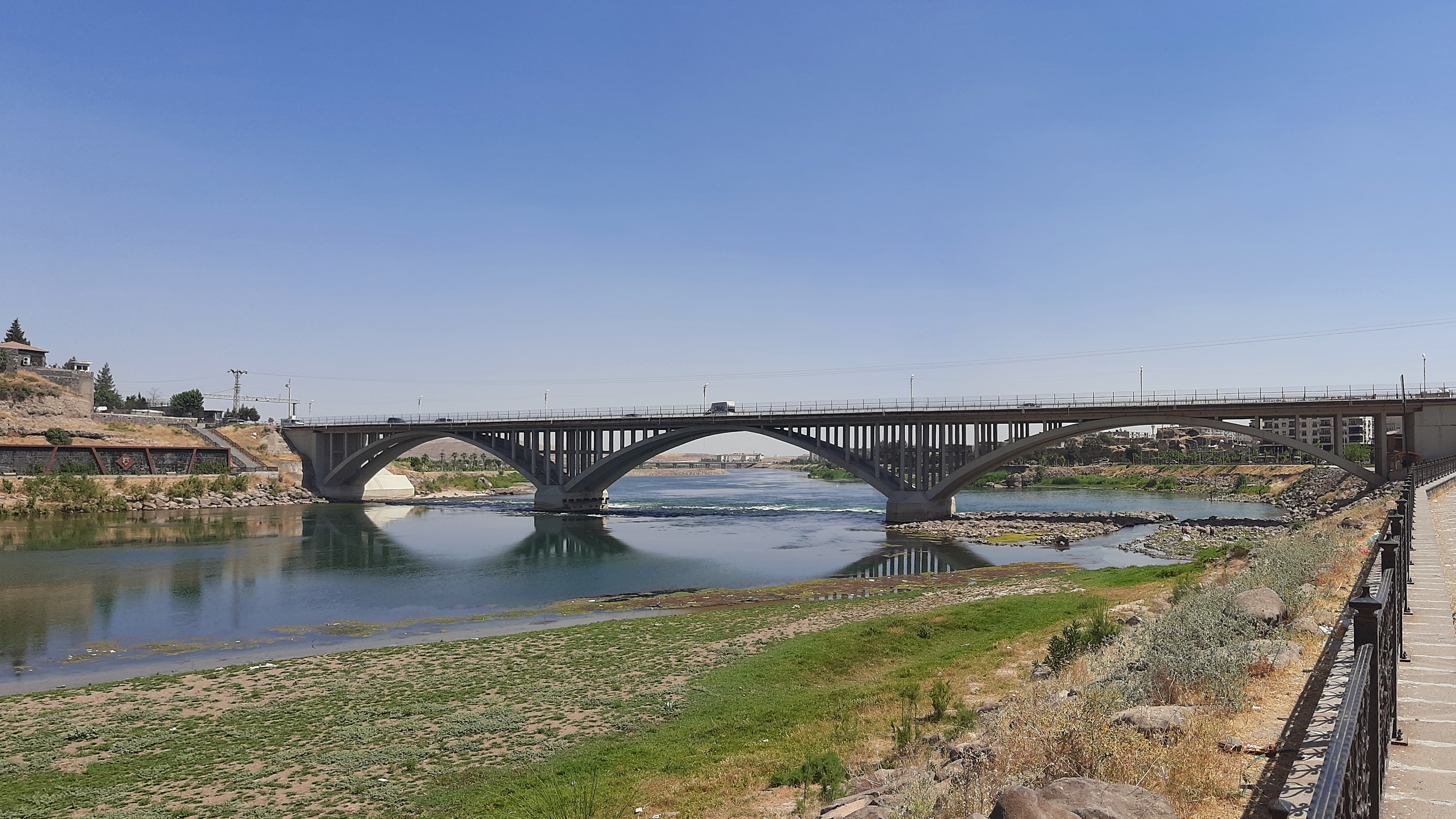
Las palabras de Nehri siguieron en el parque con Mem y Zin.

La ciudad está rodeada por el río Tigris por el norte, este y el sur. El distrito contaba en 2012 con una población de 124,804 habitantes.

### Clima
Cizre tiene una Clima mediterráneo (Csa en la Clasificación climática de Köppen). El 20 de julio de 2021, la temperatura más alta registrada en Cizre fue 49,1 °C (120,4 °F), que es la temperatura más alta jamás registrada en Turquía. El 25 de julio de 2025, Cizre registró 49,4 °C (120,9 °F), estableciendo un nuevo récord de temperatura más alta para la ciudad.
| Parámetros climáticos promedio de Cizre (1991–2020)               | Parámetros climáticos promedio de Cizre (1991–2020) | Parámetros climáticos promedio de Cizre (1991–2020) | Parámetros climáticos promedio de Cizre (1991–2020) | Parámetros climáticos promedio de Cizre (1991–2020) | Parámetros climáticos promedio de Cizre (1991–2020) | Parámetros climáticos promedio de Cizre (1991–2020) | Parámetros climáticos promedio de Cizre (1991–2020) | Parámetros climáticos promedio de Cizre (1991–2020) | Parámetros climáticos promedio de Cizre (1991–2020) | Parámetros climáticos promedio de Cizre (1991–2020) | Parámetros climáticos promedio de Cizre (1991–2020) | Parámetros climáticos promedio de Cizre (1991–2020) | Parámetros climáticos promedio de Cizre (1991–2020) |
| Mes                                                               | Ene.                                                | Feb.                                                | Mar.                                                | Abr.                                                | May.                                                | Jun.                                                | Jul.                                                | Ago.                                                | Sep.                                                | Oct.                                                | Nov.                                                | Dic.                                                | Anual                                               |
| ----------------------------------------------------------------- | --------------------------------------------------- | --------------------------------------------------- | --------------------------------------------------- | --------------------------------------------------- | --------------------------------------------------- | --------------------------------------------------- | --------------------------------------------------- | --------------------------------------------------- | --------------------------------------------------- | --------------------------------------------------- | --------------------------------------------------- | --------------------------------------------------- | --------------------------------------------------- |
| Temp. máx. media (°C)                                             | 11.8                                                | 13.7                                                | 18.4                                                | 24.0                                                | 31.0                                                | 38.4                                                | 42.3                                                | 42.0                                                | 37.3                                                | 30.0                                                | 20.4                                                | 14.0                                                | 26.9                                                |
| Temp. media (°C)                                                  | 7.0                                                 | 8.7                                                 | 12.9                                                | 17.6                                                | 24.0                                                | 31.0                                                | 34.7                                                | 34.0                                                | 28.9                                                | 22.2                                                | 13.8                                                | 8.7                                                 | 20.3                                                |
| Temp. mín. media (°C)                                             | 3.3                                                 | 4.5                                                 | 7.9                                                 | 11.8                                                | 16.7                                                | 22.3                                                | 25.5                                                | 24.7                                                | 20.3                                                | 15.4                                                | 8.9                                                 | 5.0                                                 | 13.9                                                |
| Precipitación total (mm)                                          | 115.99                                              | 109.02                                              | 109.56                                              | 72.83                                               | 32.06                                               | 3.16                                                | 0.84                                                | 0.51                                                | 2.73                                                | 27.26                                               | 66.4                                                | 112.32                                              | 652.7                                               |
| Días de precipitaciones (≥ 1 mm)                                  | 9.5                                                 | 9.0                                                 | 9.1                                                 | 7.5                                                 | 4.6                                                 | 1.5                                                 | 1.0                                                 | 1.0                                                 | 1.3                                                 | 3.9                                                 | 5.9                                                 | 8.4                                                 | 62.7                                                |
| Humedad relativa (%)                                              | 70.7                                                | 67.0                                                | 62.5                                                | 59.3                                                | 46.9                                                | 30.9                                                | 27.2                                                | 27.9                                                | 32.1                                                | 45.4                                                | 62.3                                                | 70.6                                                | 49.8                                                |
| Fuente: Oficina Nacional de Administración Oceánica y Atmosférica |                                                     |                                                     |                                                     |                                                     |                                                     |                                                     |                                                     |                                                     |                                                     |                                                     |                                                     |                                                     |                                                     |

## Cultura

### Deportes
Cizre Serhat Club Deportivo (en turco: Cizre Serhat Spor Kulübü) fue establecido en 1972, y más tarde renombrada a Cizrespor.

## Personas ilustres
- Al Jazarí (1136–1206), científico
- Majd ad-Dīn Ibn Athir (1149–1210), historiador
- Ali ibn al-Athir (1160–1233), historiador y biógrafo
- Malaye Jaziri (1570–1640), escitore y poeta kurdo
- Mohamed Said Ramadan Al-Bouti (1929-2013), erudito musulmán suní
- Mickey Levy (1951), político Israelí
- Tahir Elçi (1966–2015), abogado kurdo